# Cdk9
La quinasa dependiente de ciclina 9, también conocida como Cdk9, es una quinasa dependiente de ciclina asociada a P-TEFb y codificada en humanos por el gen cdk9.
La proteína Cdk9 pertenece a la familia de las quinasas dependientes de ciclinas. Esta quinasa es muy similar a los productos génicos de S. cerevisiae cdc28, y S. pombe cdc2, conocidos como importantes reguladores del ciclo celular. La quinasa Cdk9 forma parte del complejo multiproteico TAK/p-TEFb, que es un factor de elongación en el proceso de transcripción llevado a cabo por la ARN polimerasa II, y actúa fosforilando el dominio C-terminal de la subunidad más grande de ésta. Esta proteína forma un complejo y es regulada por su subunidad de ciclina T o ciclina K. La proteína Tat del virus VIH-1 parece interaccionar con esta proteína y con la ciclina T, lo que sugiere una posible implicación de esta proteína en la enfermedad del sida.
Cdk9 también es conocida por su asociación con otras proteínas tales como TRAF2, y por estar involucrada en la diferenciación del músculo esquelético.

## Interacciones
La proteína Cdk9 ha demostrado ser capaz de interaccionar con:
- Ciclina K[3]
- Ciclina T2[4]
- RELA[5]
- Ciclina T1[6][7][8][9][10][11][3][4][12]
- Proteína del retinoblastoma[13]
- Receptor androgénico[14]
- SKP1A[10]
- MYBL2[11]
- CDC34[10]
- SUPT5H[12]